# Alianza Unida Iraquí
La Alianza Unida Iraquí  (en idioma árabe: الائتلاف العراقي الموحد; transcrito como al-I'tilāf al-`Irāqī al-Muwaḥḥad) fue una coalición política formada por casi todos los partidos confesionales de la mayoría árabe chií de Irak. También fue conocida como la Lista Sistani.
La coalición fue fundada en el año 2004, en los meses previos a las elecciones del 30 de enero de 2005 en las que se iba a elegir una Asamblea Nacional Constituyente que debía redactar una nueva Constitución para el país y nombrar a un Gobierno Transitorio que sustituyera al Gobierno Provisional que había sido formado cuando Estados Unidos restituyó oficialmenta la soberanía al país árabe.
El gran ayatollah sayyid Ali al-Sistani, máxima autoridad religiosa de los chiíes de Irak, presionó a los líderes de los diversos partidos chiíes para que se unieran en una gran coalición electoral que pudiera presentar una sola lista electoral para los comicios a la Asamblea; ante la labor mediadora del Ayatolá Sistani y su incuestionable autoridad moral, los dirigentes chiíes finalmente acordaron la creación de la Alianza Unida Iraquí, que fue llamada popularmente "Lista Sistani".
Al principio la Alianza se componía de 22 partidos políticos, casi todos con una doctrina fuertemente religiosa; eran partidos que nacieron inspirados por la Revolución Islámica del vecino país de Irán y que durante la mayor parte de su trayectoria habían luchado para crear una República Islámica chiíes en Irak a imagen y semejanza del régimen iraní. Sin embargo, varios de ellos habían evolucionado a posiciones más moderadas, aceptando una democracia secular donde se respete la libertad de cultos y la separación entre Religión y Estado, pero sin renunciar a defender los intereses de su grupo o comunidad étnica y religiosa.
Varios de esos partidos habían llevado a cabo una lucha armada contra la dictadura de Saddam Hussein; y por lo tanto tenían milicias formadas por miles de guerrilleros o paramilitares más o menos bien entrenados y armados (con ayuda y financiación de Irán y otros países).
Los principales partidos de la Alianza Unida Iraquí eran:
- Asamblea Suprema Islámica de Irak
- Partido Islámico Dawa
- Partido Islámico Dawa-Organización de Irak
- Bloque Sadr
- Partido Islámico de la Virtud

La Alianza ganó las elecciones de la Asamblea Constituyente gracias al apoyo decidido del Ayatolá Sistani que llamó a los chiíes a votar por su lista electoral; y también por los programas sociales que los partidos de la Alianza que con comedores populares y centros de asistencia social y sanitaria brindaban ayuda a los chiíes pobres (la mayoría de los iraquíes chiíes viven en la más absoluta miseria). La Alianza obtuvo 48,10% de los votos populares y 140 diputados de los 275 que tenía la Asamblea Constituyente; por lo tanto tenía la mayoría absoluta en la Asamblea (una cifra igual o superior a la mitad más uno de los diputados).
La Alianza negoció un acuerdo con la coalición de los partidos kurdos y así se dispuso que el presidente de Irak sería un kurdo y el primer ministro de Irak (verdadero gobernante del país) sería un líder chií escogido por la Alianza. Entonces hubo un complicado y duro proceso de negociaciones entre los partidos de la Alianza Unida Iraquí para escoger al dirigente que debía gobernar al país como primer ministro; las luchas internas por el puesto de primer ministro retrasaron la instalación de la Asamblea Constituyente y sumieron al país en una parálisis política. Al final se escogió a Ibrahim Al Yafari, en ese momento máximo líder de Dawa, que fue ratificado por la Asamblea Constituyente y tomó posesión el 7 de abril de 2005.
Aunque este primer gobierno de la Alianza (compartido con los kurdos y algunos suníes) logró sacar adelante la aprobación de la Constitución, no pudo mejorar la situación del país; algunos partidos abandonaron la Alianza, pero aun así seguía siendo la coalición más poderosa del país. En las elecciones del 15 de diciembre de 2005 la Alianza ganó obteniendo el 41,20% de los votos populares y 128 diputados de los 275 del Consejo de Representantes (Cámara Baja del Parlamento iraquí).
Se iniciaron las negociaciones para formar el nuevo Gobierno y luego de una dura lucha interna dentro de la Alianza, un dirigente de Dawa, Nuri al Maliki fue nombrado primer ministro y tomó posesión el 21 de mayo de 2006. Sin embargo, el Partido Islámico de la Virtud se retiró de la Alianza con sus 15 diputados, reduciendo el grupo parlamentario a 113.

## Desintegración de la Alianza.
El 15 de septiembre de 2007 el Bloque Sadr anunció formalmente que abandonaba la Alianza Unida Iraquí; con la decisión de este partido político y con la salida anterior del Partido Islámico de la Virtud, la Alianza ha quedado prácticamente desintegrada.
La salida del Movimiento Sadrista es sólo el final de un proceso de descomposición de la Alianza; ya hace tiempo que se libra una guerra civil de hecho entre los militantes de ese partido por un lado y los militantes de la Asamblea Suprema para la Revolución Islámica en Irak por el otro (y también entre sadristas y militantes del Partido Islámico de la Virtud). Los partidos chiíes que fueron aliados bajo las siglas de la Alianza, ahora son enemigos que luchan por controlar el poder dentro de la comunidad chií. Aunque no se había disuelto formalmente, la Alianza (en la que sólo quedaban tres partidos importantes: la Asamblea Suprema, el Dawa y el Dawa-Organización de Irak) ya no funcionaba como coalición política y había muerto.
Finalmente se terminó de desintegrar antes de las elecciones regionales del 2009, y dio paso a dos coaliciones enfrentadas: una encabezada por Dawa y otra por la Alianza Suprema Islámica y la Corriente Sadr (que dejaron atrás su enfrentamiento y se aliaron).